# UNIVAC LARC

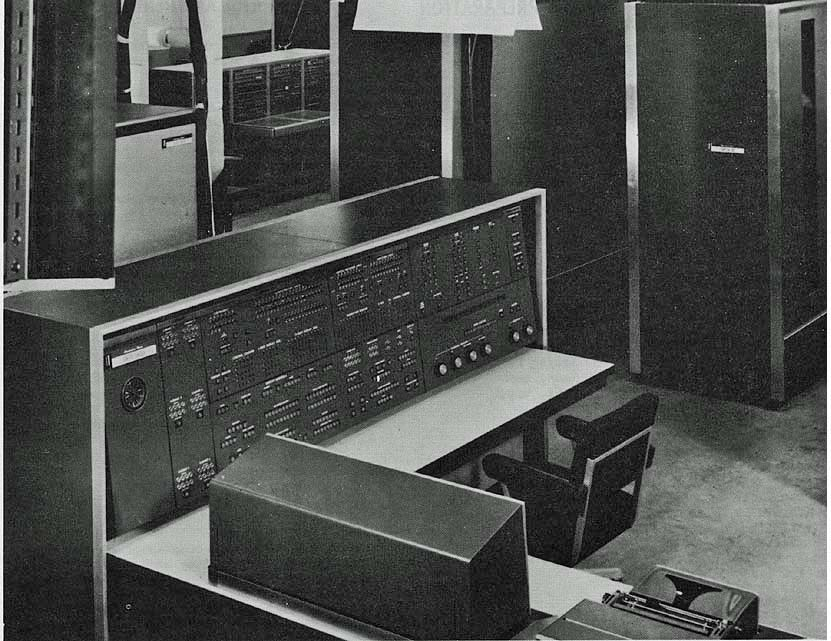
UNIVAC LARC в Ливерморской национальной лаборатории

UNIVAC LARC (сокр. от англ. Livermore Advanced Research Computer (рус. Ливерморский передовой исследовательский компьютер), или англ. Livermore Automatic Reaction Calculator, или англ. Livermore Atomic Research Computer) — первая попытка компании Remington Rand (точнее её подразделения UNIVAC) создать суперкомпьютер. Он был задуман как мультипроцессор с двумя ЦПУ (которые назывались компьютерами) и одной системой ввода-вывода (которая называлась процессор).

## История создания
В мае 1955 года Remington Rand получила заказ от Ливерморской лаборатории на создание транзисторного компьютера после участия в тендере, где соперником выступала компания IBM. Заявка лаборатории требовала создать компьютер с вычислительной мощностью 1~2 MIPS за 2-3 года и с бюджетом в 2,5 миллиона долларов США.
Представители IBM решили предложить Ливерморской лаборатории другой, более дорогой, но более совершенный компьютер, превосходивший во много раз то, что требовалось в заявке. Лаборатория отказалась от предложения IBM и отдала предпочтение компании Remington Rand. IBM, узнав о том, что Лос-Аламосская лаборатория тоже подумывает о заказе суперкомпьютера, тут же предложила свои услуги и создала компьютер IBM 7030 Stretch, установленный в Лом-Аламосе в 1961 году.
К моменту начала контракта в 1955 году Remington Rand объединилась с компанией Sperry и образовала новую компанию под названием Sperry-Rand. При обсуждении спецификации со стороны Ливерморской лаборатории в переговорах активное участие принимал начальник вычислительного отдела Лаборатории Сидни Фернбач (Sydney Fernbach).
Директором проекта был назначен Герман Лукофф, архитектура компьютера была разработана Артуром Гехрингом (Arthur Gehring) и Альбертом Тоником (Albert Tonik), электрическая часть - Джошем Грейем (Josh Grey) при помощи Лукоффа, Билла Винтера (Bill Winter) и Ллойда Стоуна (Lloyd Stone).
Первый LARC был поставлен в Ливерморскую лабораторию с опозданием на три года, с перерасходом бюджета в несколько раз и финансовым убытком для UNIVAC/Remington-Rand. Например, для борьбы с паразитными шумами, возникавшими при сбросе паразитных токов с шин на корпус, весь корпус и места контактов шин с корпусов было решено покрыть золотом, а контакты на самом шасси - серебром. LARC был построен на базе поверхностно-барьерных транзисторов, которые вышли из употребления к тому моменту, когда машина была завершена. Тем не менее производительность LARC соответствовала заявке Лаборатории.
В январе 1960 года LARC был разобран и отправлен в 18 грузовиках в компании с целой командой инженеров через всю Америку из Филадельфии в Калифорнию в Ливерморскую лабораторию. Сборка компьютера на месте началась в марте 1960 года и закончилась в июне 1960 года. После чего последовал еще год его тестирования и приемки.
Было построено только два экземпляра компьютера LARC:
1. первый был поставлен Ливерморской национальной лаборатории в июне 1960 года.
2. второй — Лаборатории David Taylor Model Basin ВМФ США.

Обе машины имели только один компьютер, так что ни один из двух экземпляров не являлся фактически мультипроцессором.
Для своего времени LARC был очень быстрой машиной. Сложение выполнялось за 4 микросекунды, умножение - за 8 микросекунд, деление - за 28 микросекунд. Это был самый быстрый компьютер в период 1960-1961 годов, пока на рынке не появился компьютер IBM 7030 Stretch.
LARC проработал в Ливерморской лаборатории и David Taylor Model Basin примерно до 1968-1969 года.

## Описание
LARC был десятичной машиной с 48-битной длиной слова. Он использовал двоично-десятичную арифметику, где каждые четыре бита отводились под одну цифру, допуская максимум 11-значное число со знаком. Размер инструкции составлял 48 бит, то есть одно слово. Каждая цифра в машине имела один контрольный бит для отслеживания ошибок, это значило, что каждое слово занимало 60 бит (48 бит + 12 битов чётности). Базовая конфигурация имела 26 регистров общего назначения, и при желании можно было их расширить до 99 регистров общего назначения. Регистры общего назначения имели время доступа 1 микросекунду.
Базовая конфигурация имела один компьютер, к этой конфигурации можно было добавить второй компьютер и превратить машину в мультипроцессор.
Процессор представлял собой отдельный ЦПУ (с набором инструкций, отличающимся от компьютера), который управлял доступом к 12-24 магнитным барабанам, 4-44 устройствам записи на магнитную ленту UNISERVO II, двум записывающим устройствам Electronic Page Recorder (EPR), позволявшими выводить текст и графики на 35 мм фотоплёнку, 1-2 высокоскоростным принтерам и высокоскоростному считывателю перфокарт.
В качестве ОЗУ в LARC использовалась память на магнитных сердечниках, сформированная в банки памяти по 2500 слов в каждом. В каждом шкафу хранилось четыре банка памяти. В базовой конфигурации было 8 банков памяти (два шкафа), то есть ОЗУ объемом в 20000 слов. ОЗУ можно было расширить до 39 банков (десять шкафов с одним пустым банком), то есть до объема 97500 машинных слов. ОЗУ имело бит четности на каждую цифру, так что каждое слово в памяти занимало 60 бит. Время доступа к ОЗУ составляло 8 микросекунд, а время цикла — 4 микросекунды. При умелом распределении данных по банкам памяти можно было добиться постоянного времени доступа в 4 микросекунды при любом запросе данных (например, если инструкции программы расположены в одном банке, а данные в другом).

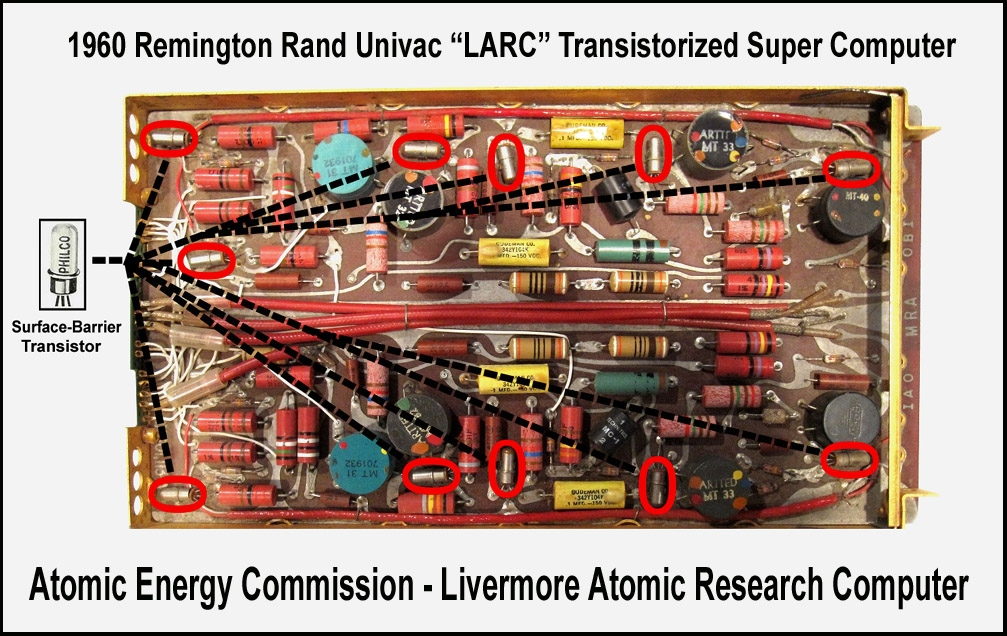
Печатная плата компьютера LARC

Шина передачи данных, соединявшая два компьютера и процессор с ОЗУ, поддерживала мультиплексирование для достижения большей пропускной способности; каждый 4-микросекундный цикл шины передачи данных делился на 8 500-наносекундных отрезков:
1. процессор — инструкции и данные
2. компьютер 1 — инструкция
3. компьютер 2 — данные
4. I/O DMA синхронизатор — данные
5. не использовался
6. компьютер 2 — инструкции
7. компьютер 1 — данные
8. I/O DMA синхронизатор — данные